# Cnemidophorus splendidus
Espèce
Synonymes
- Cnemidophorus lemniscatus splendidus Markezich, Cole & Dessauer, 1997

Cnemidophorus splendidus est une espèce de sauriens de la famille des Teiidae.

## Répartition
Cette espèce est endémique de l'État de Falcón au Venezuela.
Sa présence est incertaine en Colombie.

## Publication originale
- Markezich, Cole & Dessauer, 1997 : The blue and green whiptail lizards (Squamata: Teiidae: Cnemidophorus) of the peninsula de Paraguana, Venezuela: systematics, ecology, descriptions of two new taxa, and relationships to whiptails of the Guianas. American Museum Novitates, n. 3207, p. 1-60 (texte intégral).